# Systoechus kalaharicus
Systoechus kalaharicus är en tvåvingeart som beskrevs av Hesse 1936. Systoechus kalaharicus ingår i släktet Systoechus och familjen svävflugor. Inga underarter finns listade i Catalogue of Life.